# نورة بنت خليفة آل خليفة
نورة بنت خليفة بن عبد العزيز آل خليفة امرأة أعمال ومدققة حسابات ومصممة جرافيك بحرينية. في عام 2015 تم انتخابها سفير العلامة الوطنية التجارية للبحرين من قبل الجامعة غير الأولمبية الدولية. نورة أيضا الرئيسة التنفيذية ورئيسة شركة ميدبوينت للتصميم التي يقع مقرها في البحرين.

## التعليم
حصلت نورة على درجة البكالوريوس في التصميم الجرافيكي من معهد نيويورك للتكنولوجيا. كما أنها حصلت على شهادة الماجستير في الإعلام والعلاقات العامة من الجامعة الأهلية. حصلت على شهادة مشاركة بدورة القوانين الدستورية من معهد الدراسات بجامعة البحرين.

## السيرة المهنية
نورة سفير العلامة التجارية الوطنية من الجامعة غير الأولمبية الدولية الذي يرتبط مع توصية المنتدى الدولي لجائزة نوبل للسلام ولجنة سوبر الكريكيت الدولية والاتحاد الدولي لرياضة الكاراتيه والمجلس العالمي للتعليم المنتظم وعن بعد. كما تشغل منصبي الرئيسة التنفيذية ورئيسة شركة ميدبوينت للتصميم.
نورة عضو في عدد من المنظمات بما في ذلك جمعية الخالدة والجمعية البحرينية الأوروبية وغرفة تجارة وصناعة البحرين وجمعية سيدات الأعمال.
عملت نورة محاضرة متطوعة كجزء من برنامج إنجاز مع جامعة البحرين ووزارة التربية والتعليم. بإشراف من شركة ميدبوينت نظمت معرض العباية الرابع الذي عقد لدعم الشابات والمساعدة في تطوير مهاراتهن. حضر المعرض سحاب بنت عبد الله بن عبد العزيز آل سعود زوجة خالد بن حمد آل خليفة التي أشادت بالحدث وشكرت نورة على جهودها.

## الجوائز
فاز نورة بعدد من الجوائز بما في ذلك:
- «الرئيس التنفيذي الناشئ لعام 2015» جائزة من قادة الأعمال في الشرق الأوسط السادس.
- «الرئيس التنفيذي الناشئ لعام 2014» جائزة من قادة الأعمال في الشرق الأوسط الخامس.
- درع جامعة البحرين.
- «أفضل المؤسسات الداعمة لأعمال بلدية» عام 2014.
- جائزة «لرواد الأعمال الشباب البحريني» من المجلس الأعلى للمرأة.